# أري إلون
أري إلون (بالعبرية: ארי אלון‏) هو كاتب إسرائيلي، ولد في 1950.